# Hiroki Kuroda
Hiroki Kuroda (japanska: 黒田 博樹?, Kuroda Hiroki), född den 10 februari 1975 i Osaka, är en japansk före detta professionell basebollspelare som spelade 13 säsonger i Nippon Professional Baseball (NPB) 1997–2007 och 2015–2016 samt sju säsonger i Major League Baseball (MLB) 2008–2014. Kuroda var högerhänt pitcher.

## Karriär
Efter en framgångsrik karriär i Japan, under vilken tid han även tog brons för Japan vid olympiska sommarspelen 2004 i Aten, skrev Kuroda på för Los Angeles Dodgers i MLB i december 2007. Kontraktet var värt 35,3 miljoner dollar över tre år och Kuroda debuterade för Dodgers den 4 april 2008.
Kuroda spelade bra under sin tid i Dodgers. 2009 startade han säsongens första match för klubben och blev därmed den tredje pitchern från Japan i MLB:s historia att starta i sin klubbs första match för säsongen. Han var skadad en del under 2009, men kom igen starkt 2010, vilket föranledde Dodgers att skriva ett ettårskontrakt med honom värt tolv miljoner dollar för 2011.
Inför 2012 års säsong skrev Kuroda ett ettårskontrakt värt tio miljoner dollar med New York Yankees. 2012 hade Kuroda flest starter, vinster, complete games och shutouts samt lägst earned run average (ERA) i Yankees, och han belönades med ett nytt ettårskontrakt värt 15 miljoner dollar.
2013 var länge en bra säsong för Kuroda. Han var till exempel 3–0 (tre vinster och noll förluster) i juli med en ERA på 0,55. I augusti, när Yankees kämpade för att nå en slutspelsplats, hamnade han dock i en svacka och var 1–4 med en ERA på 8,10 i den månaden. Sett över hela säsongen var han 11–13 med en ERA på 3,31 på 32 starter. Efter säsongen erbjöds han ett så kallat qualifying offer av Yankees, innebärande ett ettårskontrakt värt 14,1 miljoner dollar, vilket han dock tackade nej till. Han blev därmed free agent. I stället kom parterna överens om ett ettårskontrakt värt 16 miljoner dollar.
2014 var Kuroda 11–9 med en ERA på 3,71 på 32 starter. Efter säsongen bestämde han sig för att återvända till Japan och sin gamla klubb Hiroshima Toyo Carp i NPB på ett ettårskontrakt värt 3,3 miljoner dollar. Han lade av efter 2016 års säsong.
Totalt under 13 säsonger i NPB var Kuroda 124–105 med en ERA på 3,55 och 1 461 strikeouts på 321 matcher, varav 294 starter. Under sju säsonger i MLB var han 79–79 med en ERA på 3,45 och 986 strikeouts på 212 matcher, varav 211 starter.